# Butovo, Veliko Tărnovo
Butovo (în bulgară Бутово) este un sat în comuna Pavlikeni, regiunea Veliko Tărnovo,  Bulgaria. 

## Demografie
Componența etnică a satului Butovo
     Bulgari (87,5%)
     Turci (8,24%)
     Nicio identificare (2,26%)
     Altele (1,99%)
La recensământul din 2011, populația satului Butovo era de 752 locuitori. Din punct de vedere etnic, majoritatea locuitorilor (87,5%) erau bulgari, cu o minoritate de turci (8,24%). Pentru 2,26% din locuitori nu este cunoscută apartenența etnică.